# 博文鎮區 (阿肯色州密西西比縣)
博文鎮區（英語：Bowen Township）是位於美國阿肯色州密西西比縣的一個行政鎮區。

## 地方資料
博文鎮區的面積為94.37平方千米，當中陸地面積為94.31平方千米，而水域面積為0.06平方千米。根據2010年美國人口普查的數據，當地共有人口4218人，而人口密度為每平方千米44.7人。